# 취약 키
취약 키(weak key)란 암호에서 특정한 조작을 통해 쉽게 복호화가 가능한 키를 의미한다. 취약 키의 종류와 성질은 암호의 구조에 따라 달라지며, 암호에 취약 키가 존재할 경우에는 해당 키를 사용하지 않도록 해야 한다.
RC4, IDEA, 블로우피시, DES 등의 암호에 취약 키가 존재한다.

## 같이 보기
- 인증